# Amt Biedenkopf

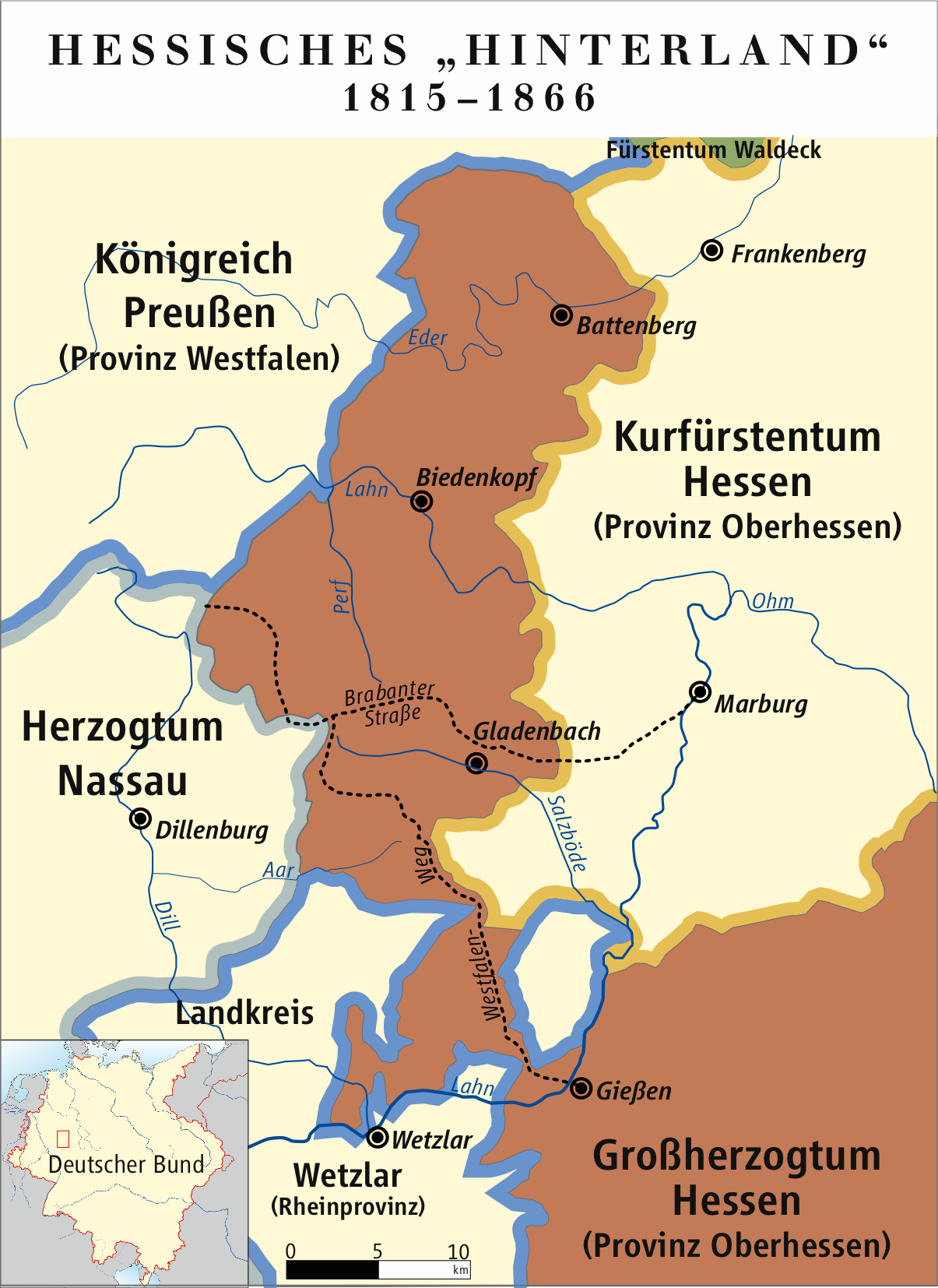
Hessisches Hinterland (ohne die Exklave Vöhl) 1815–1866

Das Amt Biedenkopf war von Anfang des 14. bis Anfang des 19. Jahrhunderts eine historische Verwaltungseinheit im nordwestlichen Teil der Landgrafschaft Hessen im Bereich der späteren Provinz Oberhessen. Es war neben der Verwaltung (Abgaben, Steuern usw.) zugleich für die Rechtsprechung zuständig. Es umfasste im Wesentlichen das Gebiet der heutigen Gemeinden Dautphetal und Biedenkopf und bestand bis zum Jahr 1821.

## Geschichte
Das Amt wurde gegen Ende des 13. Jahrhunderts von dem Landgrafen von Hessen auf dem Gebiet der alten Mark Dautphe eingerichtet und bestand aus der Stadtgericht Biedenkopf, dem Gericht Daupthe und dem Gericht Dexbach. Bereits 1302 wird ein Amtmann in Biedenkopf genannt, namentlich bekannt als Amtmann wird aber erst Sigfried von Biedenfeld 1334. Mit der hessischen Landesteilung 1567 viel der hessische Teil des Amtes zunächst an Hessen-Marburg und mit dem Aussterben dieser Linie 1604 an die Landgrafschaft Hessen-Kassel.
Um das Amt wie um das gesamte marburgische Erbe gab es zwischen 1604 und 1648 Streitigkeiten und kriegerische Auseinandersetzung zwischen Hessen-Darmstadt und Hessen-Kassel. (Siehe dazu Hessenkrieg.) Erst die Verträge von 1827 und 1848 zwischen den beiden Parteien beendeten diese Auseinandersetzungen und sprachen das Amt endgültig Hessen-Darmstadt zu. Das ausgehende 18. und beginnende 19. Jahrhundert brachte Europa weitreichende Änderungen. Infolge der Napoleonischen Kriege wurde das Heilige Römische Reich (Deutscher Nation) durch den Reichsdeputationshauptschluss von 1803 neu geordnet und hörte mit der Niederlegung der Reichskrone am 6. August 1806 auf zu bestehen. 1806 ging die Landgrafschaft Hessen-Darmstadt in dem auf Druck Napoleons gebildeten Großherzogtum Hessen auf.
Im Zuge der Großherzoglich-Hessischen Verwaltungsreform von 1821 wurde das zusammen Amt Biedenkopf mit den Ämtern Blankenstein, Battenberg und Vöhl zugunsten der Landratsbezirke Battenberg und Gladenbach aufgelöst. Im Rahmen der Trennung von Verwaltung und Justiz ging die Rechtsprechungsfunktion des Amtes auf das Amtsgericht Gladenbach und das Amtsgericht Battenberg über.

## Lage
Das Amt lag in sogenannten „Hessischen Hinterland“, womit es im Wesentlichen dessen Geschichte teilte.
Umgeben war das Amt Biedenkopf von Norden an im Uhrzeigersinn von den Ämtern Battenberg, Wetter, (Kaldern,) Marburg, Blankenstein und dem Breidenbacher Grund.

## Gliederung des Amtes
Neben dem Stadtgericht Biedenkopf gehörten zum Amt das Gericht Dautphe und das Gericht Dexbach.

### Gericht Dautphe
Das Gericht Dautphe umfasste die Orte Allendorf, Amelose, Buchenau, Dautphe, Damshausen, Eckelshausen, Friedensdorf mit der Neumühle, der Ortmühle und der Schmelzmühle, Herzhausen, Holzhausen, Hommertshausen, Katzenbach, Kombach, Mornshausen, Silberg und Wolfgruben.

### Gericht Dexbach
Das Gericht Dexbach umfasste den Ort Dexbach mit der Obermühle und der Untermühle sowie den Ort Engelbach.

## Amtmänner
- Johann Georg Zühl, 1738[3]